# Revue Neurologique
Revue Neurologique – francuskie czasopismo neurologiczne, założone w 1893 roku przez Pierre'a Marie i Édouarda Brissauda. Wydawane jest do dziś przez wydawnictwo Elsevier (ISSN 0035-3787), jest oficjalnym organem Société Française de Neurologie.